# Rajd Monte Carlo 2014

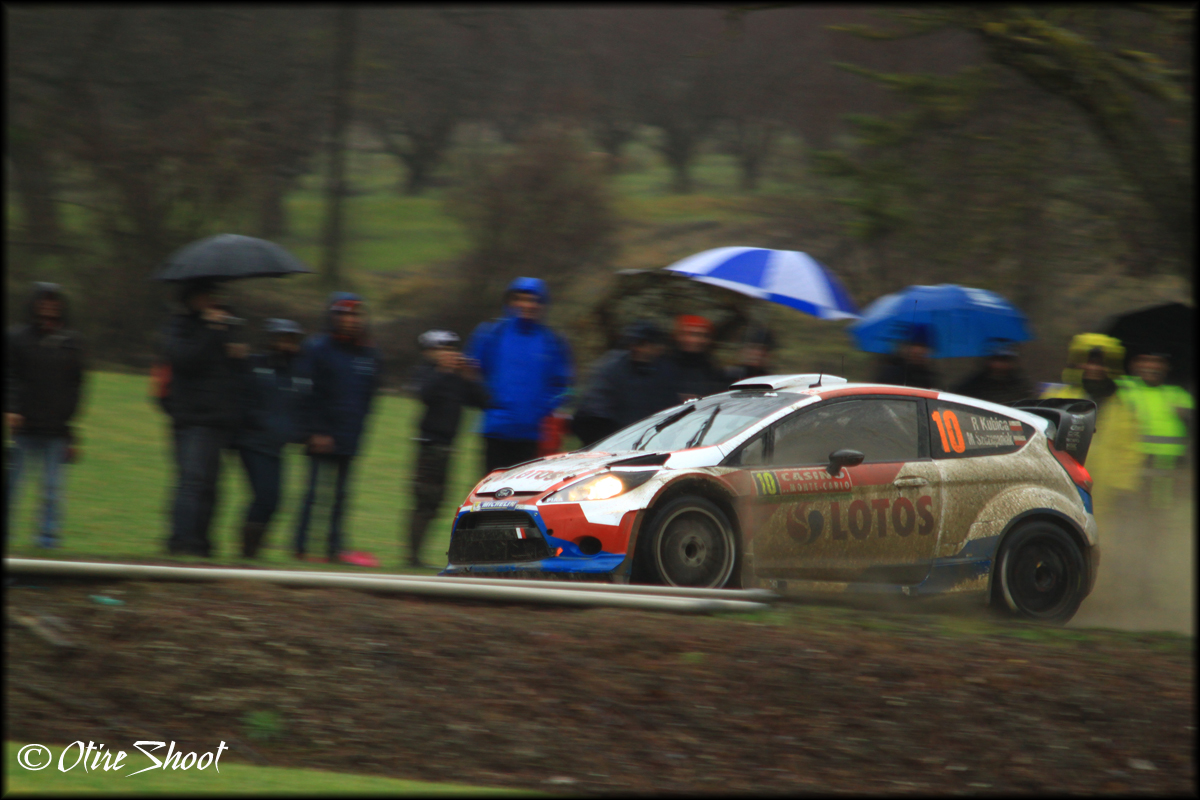
Robert Kubica podczas Rajdu Monte Carlo 2014

Rajd Monte Carlo 2014 (82ème Rallye Automobile Monte-Carlo) – rajd samochodowy rozgrywany w Monaco od 16 do 18 stycznia 2014 roku. Była to pierwsza runda Rajdowych Mistrzostw Świata w roku 2014. Rajd został rozegrany na asfalcie i śniegu. Baza imprezy była zlokalizowana we Francji w miejscowości Gap.
Zwycięzcą rajdu został po raz drugi w karierze Sébastien Ogier wraz z pilotem Julienem Ingrassia jadący samochodem Volkswagen Polo R WRC. Drugie miejsce zajęli również Francuzi Bryan Bouffier i Xavier Panseri jadący Fordem Fiestą RS WRC, a miejsce trzecie zajęli Brytyjczyk Kris Meeke z Irlandzkim pilotem Paulem Nagle na samochodzie Citroën DS3 WRC. Jedyni Polacy startujący w rajdzie Robert Kubica i pilot Maciej Szczepaniak wygrali dwa pierwsze odcinki specjalne (OS), po których prowadzili w imprezie. Po ośmiu odcinkach zajmowali czwarte miejsce w klasyfikacji generalnej, jednak na 9 OS-ie wypadli z trasy. Podczas rajdu został odwołany przedostatni 14 OS ze względu na obfite opady śniegu uniemożliwiające ściganie.
Rajdu nie ukończyły dwie załogi jadące po raz pierwszy w samochodach Hyundai i20 WRC. Thierry Neuville wypadł z trasy już na pierwszym OS-ie, a Dani Sordo będący po czterech OS-ach na drugiej pozycji nie wystartował do kolejnego OS-u z powodu problemu z akumulatorem.

## Lista uczestników[2]
| Nr | Klasa | Kierowca             | Pilot               | Załoga                      | Samochód                |
| -- | ----- | -------------------- | ------------------- | --------------------------- | ----------------------- |
| 1  | WRC   | Sebastien Ogier      | Julien Ingrassia    | Volkswagen Motorsport       | Volkswagen Polo R WRC   |
| 2  | WRC   | Jari-Matti Latvala   | Miikka Anttila      | Volkswagen Motorsport       | Volkswagen Polo R WRC   |
| 3  | WRC   | Kris Meeke           | Paul Nagle          | Citroen Total Abu Dhabi WRT | Citroën DS3 WRC         |
| 4  | WRC   | Mads Ostberg         | Jonas Andersson     | Citroen Total Abu Dhabi WRT | Citroën DS3 WRC         |
| 5  | WRC   | Mikko Hirvonen       | Jarmo Lehtinen      | M-Sport Ltd                 | Ford Fiesta RS WRC      |
| 6  | WRC   | Elfyn Evans          | Daniel Barritt      | M-Sport Ltd                 | Ford Fiesta RS WRC      |
| 7  | WRC   | Thierry Neuville     | Nicolas Gilsoul     | Hyundai Motorsport          | Hyundai i20 WRC         |
| 8  | WRC   | Dani Sordo           | Marc Martí          | Hyundai Motorsport          | Hyundai i20 WRC         |
| 9  | WRC   | Andreas Mikkelsen    | Mikko Markkula      | Volkswagen Motorsport II    | Volkswagen Polo R WRC   |
| 10 | WRC   | Robert Kubica        | Maciej Szczepaniak  | RK M-Sport WRT              | Ford Fiesta RS WRC      |
| 11 | WRC   | Bryan Bouffier       | Xavier Panseri      | M-Sport Ltd                 | Ford Fiesta RS WRC      |
| 12 | WRC   | François Delecour    | Dominique Savignoni | François Delecour           | Ford Fiesta RS WRC      |
| 21 | WRC   | Martin Prokop        | Michal Ernst        | Jipocar Czech National Team | Ford Fiesta RS WRC      |
| 22 | WRC   | Jaroslav Melichárek  | Erik Melichárek     | Slovakia WRT                | Ford Fiesta RS WRC      |
| 31 | WRC-2 | Jurij Protasow       | Paweł Czerepyn      | Jurij Protasow              | Ford Fiesta R5          |
| 32 | WRC-2 | Armin Kremer         | Klaus Wicha         | Stohl Racing                | Ford Fiesta R5          |
| 33 | WRC-2 | Massimiliano Rendina | Mario Pizzuti       | www.Rallyproject.com        | Mitsubishi Lancer Evo X |
| 34 | WRC-2 | Jourdan Serderidis   | Morgane Rose        | Jourdan Serderidis          | Ford Fiesta R5          |
| 35 | WRC-2 | Julien Maurin        | Nicolas Klinger     | Julien Maurin               | Ford Fiesta RRC         |
| 36 | WRC-2 | Robert Barrable      | Stuart Loudon       | Robert Barrable             | Ford Fiesta R5          |
| 37 | WRC-2 | Lorenzo Bertelli     | Mitia Dotta         | FWRT s.r.l.                 | Ford Fiesta R5          |
| 51 | WRC-3 | Quentin Gilbert      | Renaud Jamoul       | Quentin Gilbert             | Citroën DS3 R3T         |

## Zwycięzcy odcinków specjalnych[11]
| Dzień       | Numer odcinka | Nazwa odcinka                           | Długość  | Zwycięzca odcinka                 | Nr Sam.          | Samochód              | Czas             | Śr. pr.          | Lider rajdu                      |
| ----------- | ------------- | --------------------------------------- | -------- | --------------------------------- | ---------------- | --------------------- | ---------------- | ---------------- | -------------------------------- |
| 16 stycznia | OS1           | Orpierre - Saint André de Rosans 1      | 25.43 km | Robert Kubica Maciej Szczepaniak  | 10               | Ford Fiesta RS WRC    | 18:39.2          | 81,99 km/h       | Robert Kubica Maciej Szczepaniak |
| 16 stycznia | OS2           | Rosans - Sainte Marie - La Charce 1     | 17.98 km | Robert Kubica Maciej Szczepaniak  | 10               | Ford Fiesta RS WRC    | 12:19.1          | 87,58 km/h       | Robert Kubica Maciej Szczepaniak |
| 16 stycznia | OS3           | Montauban sur l’Ouvèze - Laborel 1      | 19.34 km | Bryan Bouffier Xavier Panseri     | 11               | Ford Fiesta RS WRC    | 14:04.1          | 82,48 km/h       | Bryan Bouffier Xavier Panseri    |
| 16 stycznia | OS4           | Orpierre - Saint André de Rosans 2      | 25.49 km | Jari-Matti Latvala Miikka Anttila | 2                | Volkswagen Polo R WRC | 15:52.5          | 96,34 km/h       | Bryan Bouffier Xavier Panseri    |
| 16 stycznia | OS5           | Rosans - Sainte Marie - La Charce 2     | 17.98 km | Sébastien Ogier Julien Ingrassia  | 1                | Volkswagen Polo R WRC | 11:54.1          | 90,64 km/h       | Bryan Bouffier Xavier Panseri    |
| 16 stycznia | OS6           | Montauban sur l’Ouvèze - Laborel 2      | 19.34 km | Sébastien Ogier Julien Ingrassia  | 1                | Volkswagen Polo R WRC | 11:11.9          | 103,61 km/h      | Bryan Bouffier Xavier Panseri    |
| 17 stycznia | OS7           | Vitrolles - Faye 1                      | 49.03 km | Sébastien Ogier Julien Ingrassia  | 1                | Volkswagen Polo R WRC | 29:00.1          | 101,44 km/h      | Bryan Bouffier Xavier Panseri    |
| 17 stycznia | OS8           | Selonnet - Bréziers                     | 22.68 km | Bryan Bouffier Xavier Panseri     | 11               | Ford Fiesta RS WRC    | 14:10.0          | 96.06 km/h       | Bryan Bouffier Xavier Panseri    |
| 17 stycznia | OS9           | Vitrolles - Faye 2                      | 49.03 km | Sébastien Ogier Julien Ingrassia  | 1                | Volkswagen Polo R WRC | 29:14.1          | 100.63 km/h      | Sébastien Ogier Julien Ingrassia |
| 17 stycznia | OS10          | Sisteron - Thoard                       | 36.85 km | Sébastien Ogier Julien Ingrassia  | 1                | Volkswagen Polo R WRC | 22:03.3          | 100.27 km/h      | Sébastien Ogier Julien Ingrassia |
| 17 stycznia | OS11          | Clumanc – Lambruisse                    | 20.77 km | Jari-Matti Latvala Miikka Anttila | 2                | Volkswagen Polo R WRC | 13:55.8          | 89.44 km/h       | Sébastien Ogier Julien Ingrassia |
| 18 stycznia | OS12          | La Bollène Vésubie - Moulinet 1         | 23.40 km | Sébastien Ogier Julien Ingrassia  | 1                | Volkswagen Polo R WRC | 19:28.9          | 72.1 km/h        | Sébastien Ogier Julien Ingrassia |
| 18 stycznia | OS13          | Sospel - Breil sur Roya 1               | 16.55 km | Sébastien Ogier Julien Ingrassia  | 1                | Volkswagen Polo R WRC | 10:12.5          | 97.3 km/h        | Sébastien Ogier Julien Ingrassia |
| 18 stycznia | OS14          | La Bollène Vésubie - Moulinet 2         | 23.40 km | odcinek odwołany                  | odcinek odwołany | odcinek odwołany      | odcinek odwołany | odcinek odwołany | Sébastien Ogier Julien Ingrassia |
| 18 stycznia | OS15          | Sospel - Breil sur Roya 2 (Power Stage) | 16.55 km | Jari-Matti Latvala Miikka Anttila | 2                | Volkswagen Polo R WRC | 10:41.5          | 92.9 km/h        | Sébastien Ogier Julien Ingrassia |

### Power Stage - OS15[11]
| Miejsce | Kierowca           | Pilot            | Czas    | Strata | Punkty |
| ------- | ------------------ | ---------------- | ------- | ------ | ------ |
| 1       | Jari-Matti Latvala | Miikka Anttila   | 10:41.5 | -      | 3      |
| 2       | Sébastien Ogier    | Julien Ingrassia | 10:41.7 | +0.2   | 2      |
| 3       | Kris Meeke         | Paul Nagle       | 10:46.4 | +4.9   | 1      |

## Wyniki końcowe rajdu[13]
| Miejsce                | Kierowca             | Pilot            | Samochód                      | Czas      | Strata   | Klasa | Punkty |
| ---------------------- | -------------------- | ---------------- | ----------------------------- | --------- | -------- | ----- | ------ |
| Klasyfikacja generalna |                      |                  |                               |           |          |       |        |
| 1                      | Sébastien Ogier      | Julien Ingrassia | Volkswagen Polo R WRC         | 3:55:14.4 | 0.0      | WRC   | 27     |
| 2                      | Bryan Bouffier       | Xavier Panseri   | Ford Fiesta RS WRC            | 3:56:33.3 | +1:18.9  | WRC   | 18     |
| 3                      | Kris Meeke           | Paul Nagle       | Citroën DS3 WRC               | 3:57:08.7 | +1:54.3  | WRC   | 16     |
| 4                      | Mads Ostberg         | Jonas Andersson  | Citroën DS3 WRC               | 3:59:08.3 | +3:53.9  | WRC   | 12     |
| 5                      | Jari-Matti Latvala   | Miikka Anttila   | Volkswagen Polo R WRC         | 4:01:22.7 | +6:08.3  | WRC   | 13     |
| 6                      | Elfyn Evans          | Daniel Barritt   | Ford Fiesta RS WRC            | 4:03:51.8 | +8:37.4  | WRC   | 8      |
| 7                      | Andreas Mikkelsen    | Mikko Markkula   | Volkswagen Polo R WRC         | 4:06:56.7 | +11:42.3 | WRC   | 6      |
| 8                      | Jaroslav Melichárek  | Erik Melichárek  | Ford Fiesta RS WRC            | 4:17:10.6 | +21:56.2 | WRC   | 4      |
| 9                      | Matteo Gamba         | Nicola Arena     | Peugeot 207 S2000             | 4:19:05.1 | +23:50.7 | N/A   | 2      |
| 10                     | Jurij Protasow       | Paweł Czerepyn   | Ford Fiesta R5                | 4:20:57.2 | +25:42.8 | WRC-2 | 1      |
| WRC-2                  |                      |                  |                               |           |          |       |        |
| 1 (10.)                | Jurij Protasow       | Paweł Czerepyn   | Ford Fiesta R5                | 4:20:57.2 | 0.0      | WRC-2 | 25     |
| 2 (12.)                | Lorenzo Bertelli     | Mitia Dotta      | Ford Fiesta R5                | 4:28:47.9 | +7:50.4  | WRC-2 | 18     |
| 3 (13.)                | Robert Barrable      | Stuart Loudon    | Ford Fiesta R5                | 4:30:22.3 | +9:24.8  | WRC-2 | 15     |
| 4 (17.)                | Armin Kremer         | Klaus Wicha      | Ford Fiesta R5                | 4:46:06.0 | +25:10.3 | WRC-2 | 12     |
| 5 (26.)                | Massimiliano Rendina | Mario Pizzuti    | Mitsubishi Lancer Evolution X | 4:58:19.8 | +38:07.1 | WRC-2 | 10     |
| 6 (31.)                | Jourdan Serderidis   | Morgane Rose     | Ford Fiesta R5                | 5:04:47.0 | +44:34.3 | WRC-2 | 8      |
| WRC-3                  |                      |                  |                               |           |          |       |        |
| 1 (39.)                | Quentin Gilbert      | Renaud Jamoul    | Citroen DS3 R3T               | 5:18:33.8 | 0.0      | WRC-3 | 25     |

1. ↑  Oznaczenie WRC w klasie informuje, iż tylko ci kierowcy zdobywali punkty dla swoich zespołów liczonych w klasyfikacji producentów na koniec sezonu.

## Klasyfikacja generalna po 1 rundzie
Punkty przyznawane są według klucza 25-18-15-12-10-8-6-4-2-1.
| Poz. | Kierowca            | MON | SWE | MEX | POR | ARG | ITA | POL | FIN | DEU | AUS | FRA | ESP | GBR | Suma punktów |
| ---- | ------------------- | --- | --- | --- | --- | --- | --- | --- | --- | --- | --- | --- | --- | --- | ------------ |
| 1    | Sébastien Ogier     | 1 2 |     |     |     |     |     |     |     |     |     |     |     |     | 27           |
| 2    | Bryan Bouffier      | 2   |     |     |     |     |     |     |     |     |     |     |     |     | 18           |
| 3    | Kris Meeke          | 3 1 |     |     |     |     |     |     |     |     |     |     |     |     | 16           |
| 4    | Jari-Matti Latvala  | 5 3 |     |     |     |     |     |     |     |     |     |     |     |     | 13           |
| 5    | Mads Ostberg        | 4   |     |     |     |     |     |     |     |     |     |     |     |     | 12           |
| 6    | Elfyn Evans         | 6   |     |     |     |     |     |     |     |     |     |     |     |     | 8            |
| 7    | Andreas Mikkelsen   | 7   |     |     |     |     |     |     |     |     |     |     |     |     | 6            |
| 8    | Jaroslav Melichárek | 8   |     |     |     |     |     |     |     |     |     |     |     |     | 4            |
| 9    | Matteo Gamba        | 9   |     |     |     |     |     |     |     |     |     |     |     |     | 2            |
| 10   | Jurij Protasow      | 10  |     |     |     |     |     |     |     |     |     |     |     |     | 1            |

| Kolor     | Opis                   |
| --------- | ---------------------- |
| Złoty     | Zwycięzca              |
| Srebrny   | 2 miejsce              |
| Brązowy   | 3 miejsce              |
| Zielony   | Punktowane miejsce     |
| Niebieski | Ukończył nie punktował |
| Fioletowy | Nie ukończył NU        |
| Czarny    | Wykluczony X           |
| Biały     | Nie wystartował NW     |
| Puste     | Nie brał udziału       |

## Klasyfikacja zespołów fabrycznych po 1 rundzie
| Poz. | Konstruktor                              | Nr | MON | SWE | MEX | POR | ARG | ITA | POL | FIN | DEU | AUS | FRA | ESP | GBR | Suma pkt |
| ---- | ---------------------------------------- | -- | --- | --- | --- | --- | --- | --- | --- | --- | --- | --- | --- | --- | --- | -------- |
| 1    | Volkswagen Motorsport                    | 1  | 1   |     |     |     |     |     |     |     |     |     |     |     |     | 37       |
| 1    | Volkswagen Motorsport                    | 2  | 4   |     |     |     |     |     |     |     |     |     |     |     |     | 37       |
| 2    | Citroën Total Abu Dhabi World Rally Team | 3  | 2   |     |     |     |     |     |     |     |     |     |     |     |     | 33       |
| 2    | Citroën Total Abu Dhabi World Rally Team | 4  | 3   |     |     |     |     |     |     |     |     |     |     |     |     | 33       |
| 3    | M-Sport World Rally Team                 | 5  | NU  |     |     |     |     |     |     |     |     |     |     |     |     | 10       |
| 3    | M-Sport World Rally Team                 | 6  | 5   |     |     |     |     |     |     |     |     |     |     |     |     | 10       |
| 4    | Volkswagen Motorsport II                 | 9  | 6   |     |     |     |     |     |     |     |     |     |     |     |     | 8        |

## Wynik WRC-2 po 1 rundzie
Punkty przyznawane są według klucza 25-18-15-12-10-8-6-4-2-1.
| Poz. | Kierowca             | MON | SWE | MEX | POR | ARG | ITA | POL | FIN | DEU | AUS | FRA | ESP | GBR | Suma punktów |
| ---- | -------------------- | --- | --- | --- | --- | --- | --- | --- | --- | --- | --- | --- | --- | --- | ------------ |
| 1    | Jurij Protasow       | 1   |     |     |     |     |     |     |     |     |     |     |     |     | 25           |
| 2    | Lorenzo Bertelli     | 2   |     |     |     |     |     |     |     |     |     |     |     |     | 18           |
| 3    | Robert Barrable      | 3   |     |     |     |     |     |     |     |     |     |     |     |     | 15           |
| 4    | Armin Kremer         | 4   |     |     |     |     |     |     |     |     |     |     |     |     | 12           |
| 5    | Massimiliano Rendina | 5   |     |     |     |     |     |     |     |     |     |     |     |     | 10           |
| 6    | Jourdan Serderidis   | 6   |     |     |     |     |     |     |     |     |     |     |     |     | 8            |

## Wynik WRC-3 po 1 rundzie
Punkty przyznawane są według klucza 25-18-15-12-10-8-6-4-2-1.
| Poz. | Kierowca        | MON | SWE | MEX | POR | ARG | ITA | POL | FIN | DEU | AUS | FRA | ESP | GBR | Suma punktów |
| ---- | --------------- | --- | --- | --- | --- | --- | --- | --- | --- | --- | --- | --- | --- | --- | ------------ |
| 1    | Quentin Gilbert | 1   |     |     |     |     |     |     |     |     |     |     |     |     | 25           |

## Źródło
Oficjalna strona Rajdu Monte Carlo 2014